# Heinz Burger (Politiker)
Heinz Burger (* 24. März 1928 in Hirstein; † 12. September 1998 in Dörrenbach) war ein deutscher Politiker der SPD.

## Leben und Werdegang
Seine berufliche Laufbahn in der öffentlichen Verwaltung begründete Burger, indem er die erste und zweite Verwaltungsfachprüfung ablegte und die Verwaltungsakademie besuchte. Da er aber gegen Kriegsende am Zweiten Weltkrieg teilnahm und in Gefangenschaft geriet, konnte er seine Tätigkeit erst 1947 aufnehmen. Zuletzt hatte er dort den Posten des Regierungsdirektors in Ottweiler inne.
Burger war verheiratet.

## Politik
Burger gehörte der SPD an, in der er unter anderem Vorsitzender des Unterbezirks St. Wendel war. In der Kommunalpolitik war er lange Jahre tätig: So gehörte er dem Gemeinderat und dem Kreistag in St. Wendel an und war von 1960 bis 1966 zweiter Kreisbeigeordneter. Von 1962 bis 1966 war er zudem ehrenamtlicher Bürgermeister seines Heimatorts Hirstein. Am 12. Januar 1963 rückte er für den verstorbenen Josef Lutz in den saarländischen Landtag nach, in den er 1965 wiedergewählt wurde, bis er 1970 aus dem Parlament ausschied. Seit dem 3. Oktober 1966 bekleidete Burger für mehr als zwanzig Jahre das Amt des Bürgermeisters der Kreisstadt Ottweiler.